# 58-ма танкова дивізія (СРСР)
58-ма танкова дивізія (58 ТД, в/ч 16508) — військове з'єднання танкових військ Радянської армії, що існувало у 1971—1990 роках. Дивізія створена в 1971 році у місті Кривий Ріг, Дніпропетровська область. Дивізія відносилась до мобілізаційних, тому була укомплектована особовим складом і технікою на 0% від штатної чисельності, за винятком попередньо призначених офіцерів зі складу батьківського з'єднання (17-та гвардійська танкова дивізія).

## Історія
Створена в 1971 році у місті Кривий Ріг, Дніпропетровська область на основі 17-ї гвардійської танкової дивізії.

## Структура
Протягом історії з'єднання його стурктура та склад неодноразово змінювались.
Від 1 грудня 1987 року переформована на 747-й територіальний навчальний центр.
Від 1 липня 1989 перетворена на 5361-шу базу зберігання озброєння та техніки.
Розформована в червні 1990 - 25-й та 92-й танкові полки буле передані до складу 17-ї гвардійської танкової дивізії.

### 1987
- 25-й танковий полк (Кривий Ріг, Дніпропетровська область)
- 000 танковий полк (Кривий Ріг, Дніпропетровська область)
- 92-й танковий полк (Кривий Ріг, Дніпропетровська область)
- 000 мотострілецький полк (Кривий Ріг, Дніпропетровська область)
- 0000 артилерійський полк (Кривий Ріг, Дніпропетровська область)
- 0000 зенітний ракетний полк (Кривий Ріг, Дніпропетровська область)
- 000 окремий ракетний дивізіон (Кривий Ріг, Дніпропетровська область)
- 000 окремий розвідувальний батальйон (Кривий Ріг, Дніпропетровська область)
- 000 окремий інженерно-саперний батальйон (Кривий Ріг, Дніпропетровська область)
- 000 окремий батальйон зв'язку (Кривий Ріг, Дніпропетровська область)
- 000 окрема рота хімічного захисту (Кривий Ріг, Дніпропетровська область)
- 000 окремий ремонтно-відновлювальний батальйон (Кривий Ріг, Дніпропетровська область)
- 000 окрема медична рота (Кривий Ріг, Дніпропетровська область)
- 0000 окремий батальйон матеріального забезпечення (Кривий Ріг, Дніпропетровська область)

## Розташування
- Криворізькі склади: 47 53 14N, 33 15 02E